# Zeuxidia succulenta
Zeuxidia succulenta är en fjärilsart som beskrevs av Hans Ferdinand Emil Julius Stichel 1906. Zeuxidia succulenta ingår i släktet Zeuxidia och familjen praktfjärilar. Inga underarter finns listade i Catalogue of Life.